# ラウタータール (フォーゲルスベルク)
ラウタータール (ドイツ語: Lautertal) は、ドイツ連邦共和国ヘッセン州中央部フォーゲルスベルク郡の町村（以下、本項では便宜上「町」と記述する）である。

## 地理

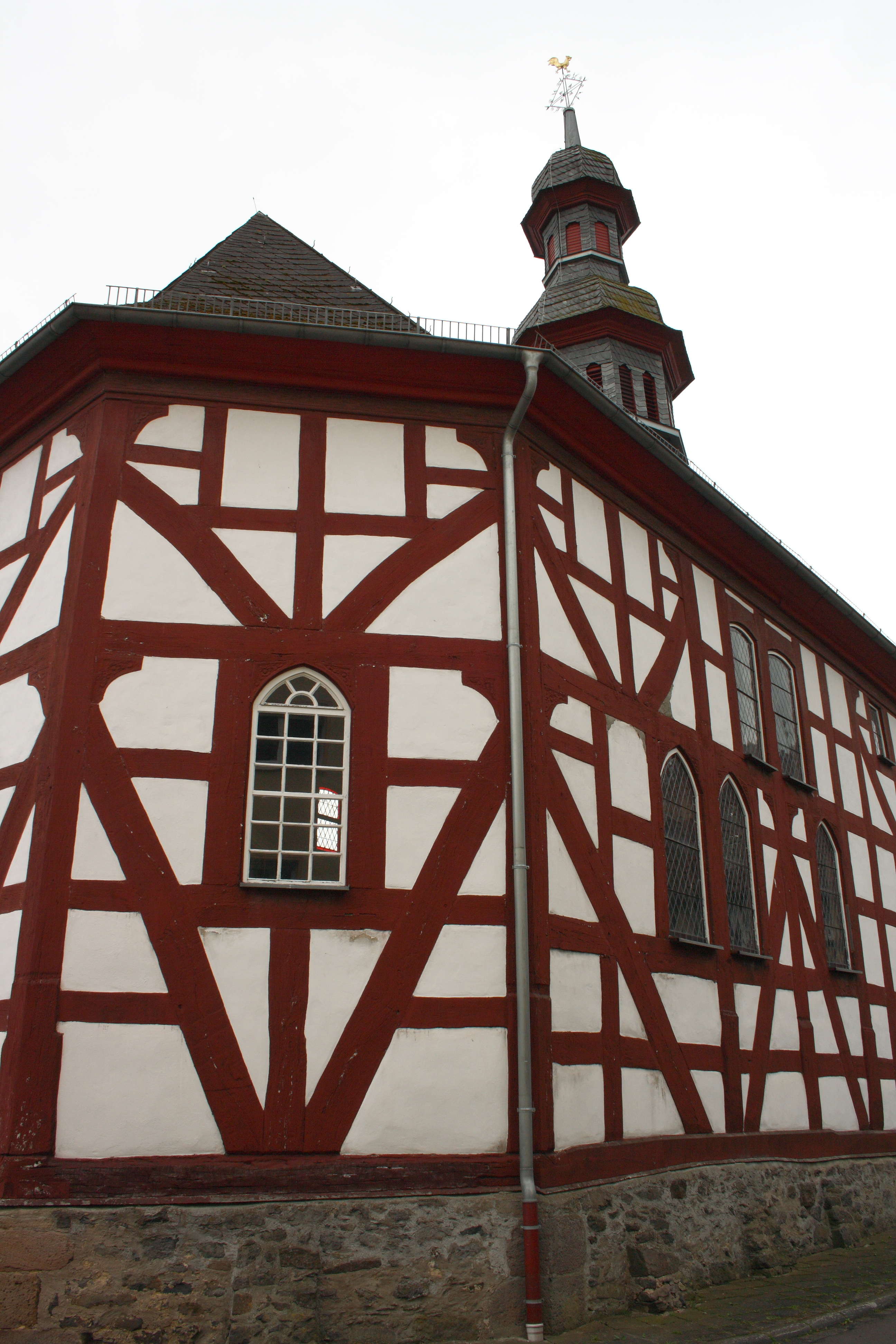
ディルランメンのプロテスタント教会

### 位置
ラウタータールは、高度 400 m から 700 m のホーアー・フォーゲルスベルク自然公園に位置している。

### 隣接する市町村
ラウタータールは、北はシュヴァルムタール、東はラウターバッハ (ヘッセン)、南はヘルプシュタイン、西はウルリヒシュタインおよびフェルダタール（いずれもフォーゲルスベルク郡）と境を接している。

### 自治体の構成
自治体ラウターバッハは、以下の7つの地区からなる。
| - ディルランメン - アイヒェルハイン - アイヒェンロート - エンゲルロート | - ヘルゲナウ（行政機関所在地） - ホプフマンスフェルト - マイヒェス |

## 行政

### 議会
ラウタータールの町議会は、15議席からなる。

### 紋章
紋章のメインカラーである黒と金は、かつての領主リーデセル家のアイゼンバッハ男爵に由来する。この町の農業を主体とする性格は、7本スポーク（7つの地区を意味する）の車の輪で表現されている。最後にフォーゲルスベルク郡の紋章から採られたマルタゴンリリーは、この郡への帰属を表している。対角線状の波線は、この街の名前の由来でもあるラウター川を表している。

## 引用
1. ↑  Hessisches Statistisches Landesamt: Bevölkerung in Hessen am 31.12.2023 (Landkreise, kreisfreie Städte und Gemeinden, Einwohnerzahlen auf Grundlage des Zensus 2011)]
2. ↑  2011年3月27日の町議会議員選挙結果、ヘッセン州統計局（2012年7月21日 閲覧）